# Zlouni
Zlouni (v anglickém originále The Bad Guys) je americký animovaný komediální film z roku 2022 režiséra Pierre Perifel, produkovaný DreamWorks Animation a distribuovaný Universal Pictures. Své hlasy do filmu propůjčili Sam Rockwell, Marc Maron, Awkwafina, Craig Robinson, Anthony Ramos, Richard Ayoade, Zazie Beetz, Alex Borstein, a Lilly Singh. Film měl premiéru 22. dubna 2022.

## Obsazení
- Sam Rockwell jako Mr. Wolf
- Marc Maron jako Mr. Snake
- Awkwafina jako Ms. Tarantula
- Craig Robinson jako Mr. Shark
- Anthony Ramos jako Mr. Piranha
- Richard Ayoade jako Professor Rupert Marmalade IV
- Zazie Beetz jako Diane Foxington / "The Crimson Paw"
- Alex Borstein jako Misty Luggins
- Lilly Singh jako Tiffany Fluffit